# Visual Lies
Visual Lies è il terzo album dei Lizzy Borden, uscito nel 1987 per l'etichetta discografica Metal Blade Records.

## Tracce
1. Me Against the World 5:01
2. Shock 4:35
3. Outcast 4:22
4. Den of Thieves 3:47
5. Visual Lies 4:03
6. Eyes of a Stranger 4:27
7. Lord of the Flies 5:40
8. Voyeur (I'm Watching You) 4:32
9. Visions 5:22

## Formazione
- Lizzy Borden - voce
- Gene Allen - chitarra
- Joe Holmes - chitarra
- Mike Davis - basso
- Joey Scott Harges - batteria